# Anton Antonov-Ovseïenko
Pour les articles homonymes, voir Antonov-Ovseïenko.
 (août 2013).
Si vous disposez d'ouvrages ou d'articles de référence ou si vous connaissez des sites web de qualité traitant du thème abordé ici, merci de compléter l'article en donnant les références utiles à sa vérifiabilité et en les liant à la section « Notes et références ».
Anton Vladimirovitch Antonov-Ovseïenko (en russe : Анто́н Влади́мирович Анто́нов-Овсе́енко) (né le 23 février 1920 et mort le 9 juillet 2013) est un historien et écrivain russe et soviétique.

## Biographie
Né en 1920, Anton Antonov-Ovseïenko est le fils d’un officier militaire bolchévique, Vladimir Antonov-Ovseïenko. Rejoignant la faculté d’histoire de l'Université pédagogique d'État de Moscou en 1935, il en fut chassé en 1938. Arrêté en 1940, il fut interné au Goulag pendant une dizaine d’années.
Principalement connu pour avoir écrit une biographie de Lavrenti Beria, il termina sa carrière comme administrateur du musée de l'histoire du Goulag soviétique qui ouvrit ses portes en 2001 à Moscou.

## Liens
- « Anton Antonov Ovseyenko, Who Exposed Stalin Terror, Dies at 93 » The New York Times, July 10, 2013